# Medizinische Physik

fMRI-Aufnahme eines menschlichen Gehirns

In der medizinischen Diagnostik und Therapie wird moderne Technik auf Grundlage der medizinischen Physik eingesetzt. Dies erfordert praktisch und theoretisch qualifizierte Medizinphysiker, die in Kliniken, medizinischen Forschungseinrichtungen oder der medizintechnischen Industrie arbeiten und dort durch die Wahrnehmung physikalischer Aufgaben Mitverantwortung für den Patienten tragen.

## Anwendungsgebiete
- Biophysikalische Methoden in der Strahlentherapie und Nuklearmedizin
- Probleme der Dosimetrie und des Strahlenschutzes
- Röntgendiagnostik und Qualitätssicherung
- Moderne bildgebende Verfahren wie Computertomographie, Magnetresonanztomographie, Positronenemissionstomographie
- Ultraschalldiagnostik, Anwendungen von Laser- und UV-Strahlen
- Elektronische Biosignalverarbeitung

## Themengebiete (Auswahl)
- Strahlentherapie
- Nuklearmedizin
- Röntgendiagnostik
- Lasertechnik
- Bildgebende Verfahren wie Röntgen, Computertomographie (CT), Magnetresonanztomografie (MRT), Positronen-Emissionstomografie (PET), Szintigrafie, Sonografie (Ultraschall)

## Aus- und Weiterbildungsmöglichkeiten in Deutschland
Aus- und Weiterbildungsmöglichkeiten werden unter anderem von folgenden Einrichtungen angeboten:
Aus- und Weiterbildungsmöglichkeiten werden unter anderem von folgenden Einrichtungen angeboten:
- Rheinland-Pfälzische Technische Universität Kaiserslautern-Landau[1]

postgraduales Fernstudium „Medizinische Physik“ (Abschluss: Master of Science)
postgraduales Fernstudium „Medizinische Physik und Technik“ (Abschluss: Zertifikat)
- Ruprecht-Karls-Universität Heidelberg

Postgraduale, berufsbegleitende Weiterbildung „Medizinische Physik für Physiker“
Abschluss: Zertifikat der Universität Heidelberg über 360 Stunden Weiterbildung gemäß der Weiterbildungsordnung der „Deutschen Gesellschaft für Medizinische Physik“ unter Einschluss der „Fachkunde im Strahlenschutz“, in Zusammenarbeit mit dem Deutschen Krebsforschungszentrum (dkfz)
International Master Program in Medical Physics (Abschluss: Master of Science)
Kernfächer: Radiotherapy/Medical Imaging und Vision Science/Biomedical Optics
- Martin-Luther-Universität Halle-Wittenberg

„Medizinische Physik“: konsekutiver Bachelor/Masterstudiengang am Institut für Physik.
- Technische Hochschule Mittelhessen

„Master of Science“ in Medizinischer Physik
- RWTH Aachen

postgradualer Studiengang „Master in Lasers in Dentistry“ für Zahnärzte im Bereich der Laserzahnheilkunde
- Berliner Hochschule für Technik (BHT)

Bachelor of Medical Engineering, Master of Medical Engineering
- Heinrich-Heine-Universität Düsseldorf (Medizinphysik Düsseldorf)

Interdisziplinärer Studiengang Bachelor und Master in Medizinischer Physik in Kooperation mit dem Forschungszentrum Jülich
- Technische Universität Dortmund

Bachelor of Science in „Medizinphysik“ (seit Wintersemester 2011/2012)
- Technische Universität Dresden, OncoRay Postgraduate School

Master of Science in „Medical Radiation Sciences“
Doktorandenprogramm
- Carl von Ossietzky Universität Oldenburg

Bachelor/Master of Science in Engineering Physics mit Schwerpunkt Medizinische Physik
Doktorandenprogramm
- Ludwig-Maximilians-Universität München

Lehrstuhl für Experimentalphysik – Medizinische Physik

- Universität Greifswald Master of Science - Medizinphysik: Bildgebung und Therapie

Medizinphysiker in Deutschland haben sich in der im Jahr 1969 gegründeten Fachgesellschaft Deutsche Gesellschaft für Medizinische Physik (DGMP), in der Schweiz in der Schweizerische Gesellschaft für Strahlenbiologie und Medizinische Physik (SGSMP) und in Österreich in der ÖGMP organisiert.

## Aus- und Weiterbildungsmöglichkeiten in Österreich
- Medizinische Universität Wien in Kooperation mit der Universität Wien

postgradualer Universitätslehrgang Medizinische Physik (Abschluss: Master of Science)

### Fachbücher
- Wolfgang Schlegel, Christian P. Karger, Oliver Jäkel (Hrsg.): Medizinische Physik: Grundlagen – Bildgebung – Therapie – Technik. Springer Berlin Heidelberg, Berlin, Heidelberg 2018, ISBN 978-3-662-54800-4, doi:10.1007/978-3-662-54801-1.
- Hanno Krieger: Strahlungsquellen für Physik, Technik und Medizin. Springer Berlin Heidelberg, Berlin, Heidelberg 2022, ISBN 978-3-662-66745-3, doi:10.1007/978-3-662-66746-0.